# Spathius apidanus
Spathius apidanus är en stekelart som beskrevs av Nixon 1943. Spathius apidanus ingår i släktet Spathius och familjen bracksteklar. Inga underarter finns listade i Catalogue of Life.